# Ісландці
Ісла́ндці (самоназва іслендінґар) — скандинавський народ, основне населення Ісландії.

## Походження назвІсландіятаісландці
Назва країни «Ісландія» дослівно перекладається як «крижана країна» або «країна льоду». За переказом таку назву країні дав вікінг Флоукі. Відповідно ісландці іслендінґар — «жителі країни льоду».

## Територія проживання, чисельність і віросповідання
Чисельність ісландців у Ісландії — близько 230 тисяч осіб, якщо точніше — 237 тисяч осіб (1988). У мононаціональній Ісландії ісландці завжди становили і становлять зараз 90—95 % населення країни.
Окрім Ісландії невеликі групи ісландців (від декількох до 10 тисяч чоловік) проживають у Канаді, США, інших скандинавських країнах.

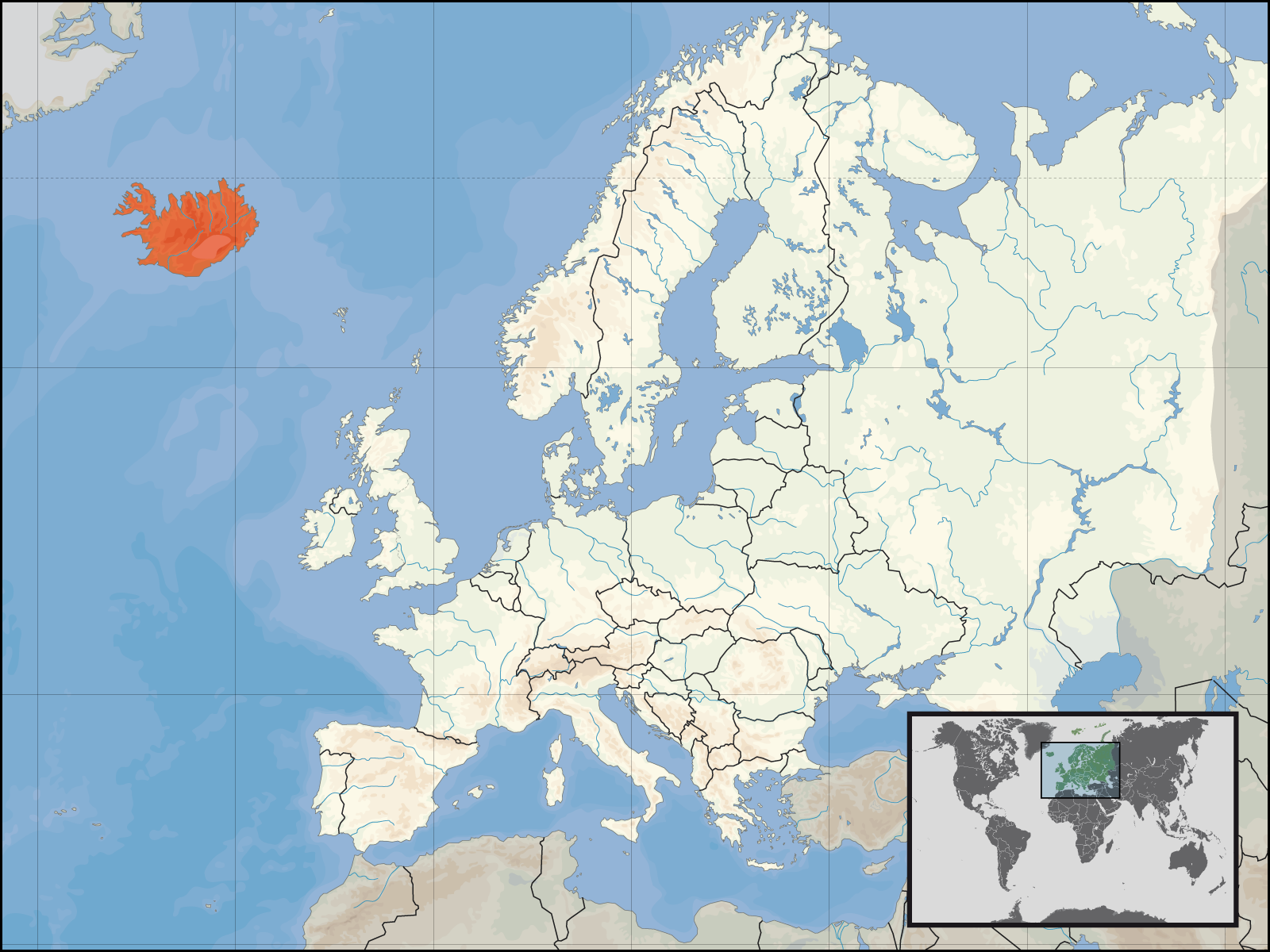
Ісландія на мапі Європи

Таким чином, загальна чисельність ісландців у світі становить близько 250 тисяч чоловік.
За релігією ісландці — переважно протестанти—лютерани.

## Мова
Основна стаття: Ісландська мова.
Ісландська мова належить до скандинавської підгрупи германської групи індоєвропейської мовної родини і по суті являє собою законсервовану старонорвезьку мову.
Діалектів у ісландській мові немає. У процесі розвитку ісландська мова зазнала істотних змін у фонетиці й лексиці, а її морфологічна система, багата на флективні форми, змінилася мало.
Писемність ісландської мови — на латинській графічній основі. Найдавніші писемні пам'ятки нею датуються ХІ століттям.

## Історія

### Початок етнічної історії ісландців і її «золота доба» (ІХ—ХІІІ століття)
Походження ісландців вивчено добре, більше того — задокументовано. Так, у «Книзі про взяття землі» (ХІІ—ХІІІ століття) згадуються імена перших поселенців ІХ—Х століть — норвежців. Саме за цим джерелом першим чільником постійних мешканців Ісландії прийнято вважати Інґольфура Арнарсона (Ingólfur Arnarson), який осів у Ісландії біля 874 року.
Подальший період — з 874 до 930 року прийнято вважати періодом заселення Ісландії. На етногенез ісландців вплинув і кельтський компонент. Зокрема, серед імен перших сотень першопоселенців Ісландії є й ірландські та шотландські імена. Кельти і надалі впливали на формування і становлення ісландської нації.
«Заселення» острову закінчилося у 930 році, коли були скликані перші загальноісландські збори (альтинг). Період їх постійної діяльності (до 1030 року) вважається «ерою народовладдя» в Ісландії. Саме ці часи уславлені у відомих «Сагах про ісландців» ХІІ—ХІІІ століть. У цей же час, у 1000 році було прийнято християнство.
Християнізація не викорінювала поганських вірувань. Як і в Ірландії, католицькі монастирі в Ісландії стали осередками наук і мистецтва, зародження і поширення ісландської писемної традиції.
Отже, до кінця ХІІІ століття були закладені підвалини ісландської народності.

### Розвиток ісландців до набуття незалежності (1264—1918 роки)
У 1262—1264 роки Ісландія внаслідок внутрішнього розбрату підпала під вплив Норвегії, але оскільки Норвегія сама у 1380 році була підпорядкована Данією внаслідок Кальмарської унії, а 1537 року утратила статус королівства, то Ісландія підпала під управління Данії. Відтоді Ісландія зазнає суворої данізації і визисків.

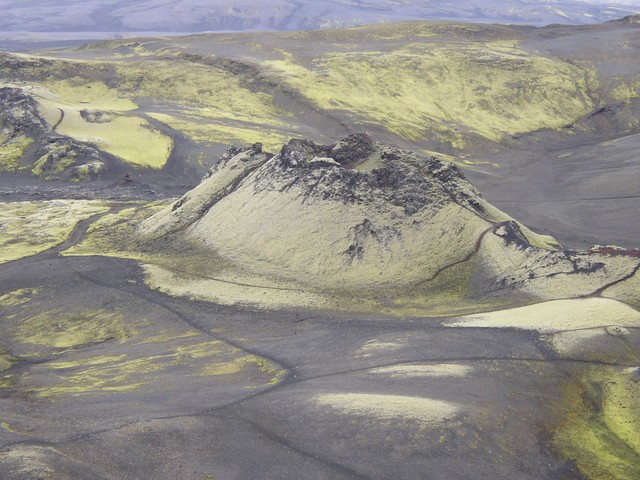
вулкан Лакі

У цей період ісландці потерпають як від економічної сваволі данців (заборона торгувати з іншими країнами 1602 року), так і від зазіхань на ісландську культуру — примусове запровадження лютеранства у 1540 році, утиски ісландської мови, перекручування історичної традиції тощо. Становище ісландців погіршилося ще більше від дії природних катаклізмів — виверження вулкана Лакі (1783—1784 роки), розрухи і голоду, який він спричинив. За різними даними тоді загинуло до 30 % населення острову.
Попри катастрофічне становище з кінця XVIII століття відбувається зростання національної свідомості та «консервування» культури ісландців, в тому числі і мови.
На початку XIX століття розгорнуто широкий національно-визвольний рух під гаслом автономії, який очолив Йоун Сіґурдсон (Jón Sigurðsson, 1811—79). Першим значним успіхом руху було поновлення діяльності альтингу у 1843 році, далі у 1854 році скасовано заборону на зовнішню торгівлю, у 1855 році узаконено свободу друку ісландською мовою, у 1859 році ісландською дозволено друкувати закони.
Нарешті, у 1874 році Ісландія отримує автономію (за автономістською конституцією).
З середини XIX століття ісландці починають емігрувати до Північної Америки, заснувавши невеликі общини у Канаді (Манітоба) та на Півночі США (район Великих озер).
На початок XX століття володіння Данією Ісландії лишалось не більше ніж формальністю. Під час Першої світової війни ослабла залежність Ісландії від Данії, натомість зміцніли економічні і політичні зв'язки з Великою Британією та США. 30 листопада 1918 року уряд Данії вимушений надати Ісландії незалежність — наступного дня 1 грудня 1918 року обидві країни уклали союзний Договір строком на 25 років, який формально визнавав рівність Данії та Ісландії, проголошував постійний нейтралітет Ісландії. Відтак, незалежність Ісландії було обмежено королівською унією.

### Ісландці на сучасному історичному етапі
У 1920 році прийнято першу ісландську конституцію.
На початку Другої світової війни після окупації Данії німецькими військами (квітень 1940 року), в Ісландії 10 травня цього ж року висадилися англійські війська. У грудні 1943 року сплив термін дії дансько-ісландського Договору про унію. 20—23 травня 1944 року було проведено всеісландський референдум, на якому більшість населення держави проголосувала за встановлення республіки, тобто за остаточну державну незалежність від Королівства Данія. Таким чином 16 червня 1944 року альтинг Ісландії прийняв республіканську конституцію, а 17 червня Ісландію було проголошено республікою. Першим президентом країни став Свейн Бйорнсон.
У 2007 році у щорічному звіті ООН з розвитку людського потенціалу найблагополучнішою країною світу, тобто країною з найвищим індексом розвитку людського потенціалу визнано Ісландію.
Ісландці — сучасний і водночас дуже своєрідний етнос, що зберігає в культурі і побуті архаїчні риси. Давні демократичні традиції, національна злагода та вміле керівництво, наполеглива праця і торгівля практично монопольними товарами зробили ісландців однією з найзаможніших націй світу.

## Традиційні заняття і культура

### Традиційні заняття ісландців
Ісландці справіку рибалки. Більшість підприємств у країні пов'язані або з рибальством, або з переробкою риби. Також традиційним є тваринництво (переважно вівці), останнім часом все частіше птахівництво. Суто ісландським національним заняттям є збирання гагачого пуху і обмежений в наш час китобій.
Ісландські народні ремесла також пов'язані з морем — виготовлення снастей, будування човнів тощо. Серед ремесел, поширених у ісландців, також варто виділити різьблення на дереві (статуї, рельєфи, мініатюри, виготовлення дерев'яного посуду тощо) і специфічне різьблення на рогу і китовій кістці. Широко відомим є також плетіння ісландських майстринь з вовняної пряжі.

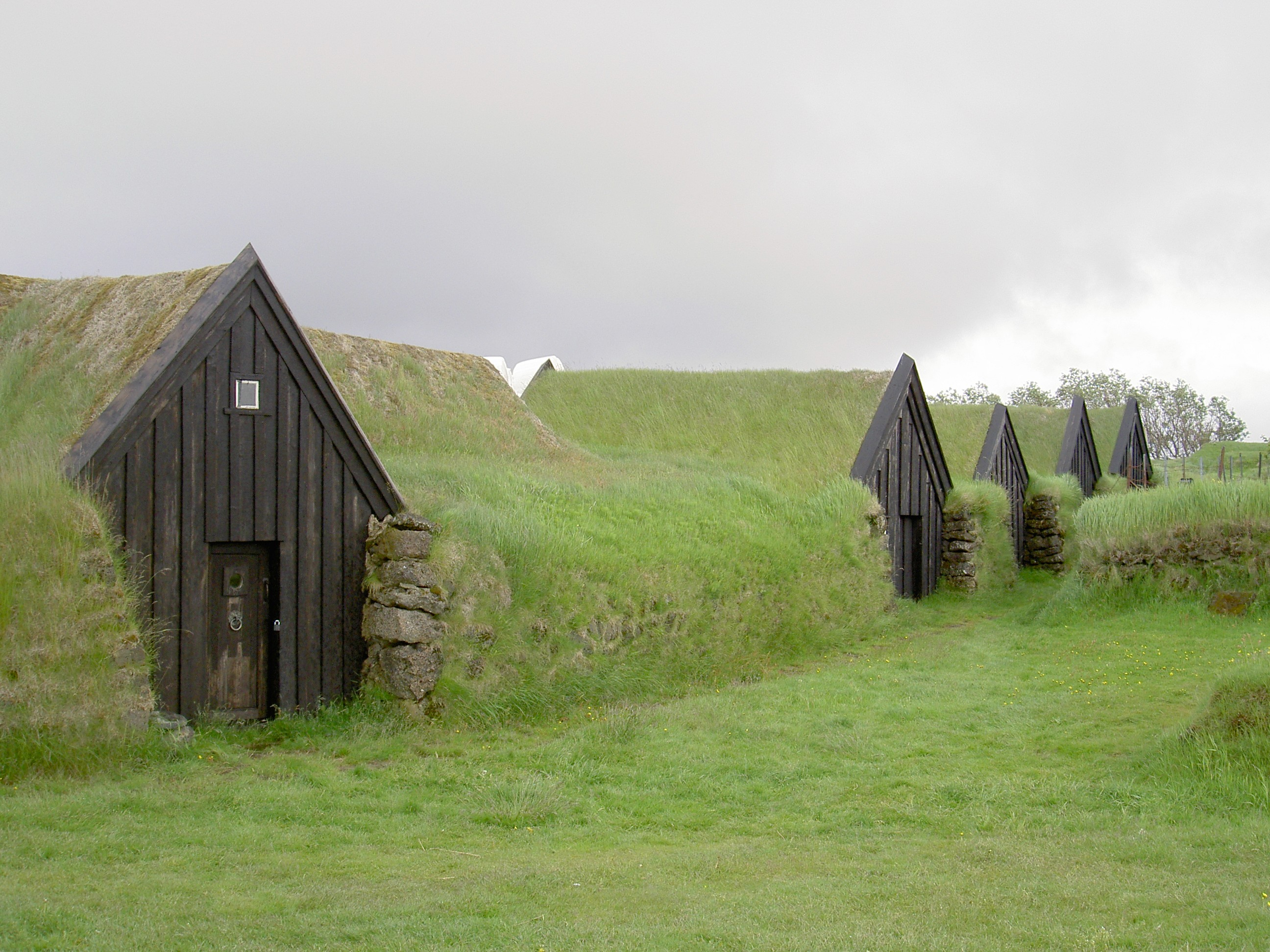
Ісландські сільські будинки вкриті землею. Збудовані 1193 року — це найстаріші будівлі на острові

### Матеріальна культура і побут
Ісландці заселяють острів нерівномірно. Переважна більшість ісландців живе у рибальських поселеннях на узбережжі. Поселення на острові хутірського типу. Такий хутір являє собою вервечку заглиблених у землю будиночків з торф'яних і дернових блоків з двосхилими дахами, що бічними стінами щільно прилягають один до одного (для збереження тепла). Жилими є приміщення посередині, а крайні — комори і хліви. У XIX столітті ісландці споруджували житлові будинки на 2—3 поверхи з дерева, туфу, базальту, обшиті гофрованим залізом і з черепичними дахами.
У ісландців зберігся національний костюм. У жінок — це довга чорна сукня і обов'язковий головний убір (оксамитова шляпка у дівчат, високий полотняний убір у молодиць, хустка у літніх жінок відповідно). У чоловіків — суконні вузькі штани з теплими вовняними гольфами вище колін і теплий вовняний светр (або кофта), на голові — капелюх. Чоловіче і жіноче взуття — з тюленячої або овечої шкіри.
У ісландській кухні переважають страви з морепродуктів. Також популярною є баранина, останнім часом курятина. Традиційно ісландці вживали багато молочних продуктів і обмаль хлібу.

### Духовна культура
На усну народну творчість ісландців має вплив давня писемна традиція (національні епоси Старша Едда і Молодша Едда), поезія скальдів, саги. Давні ісландські пісні та балади українською мовою перекладав Іван Франко.
Ісландська народна музика майже виключно вокальна. Пісні — двоголосі. Поширені у ісландців музичні інструменти — лангшпіль (смичковий) і скрипка. Національну музику вивчав фольклорист Б. Торстейнсон.
У прозовому фольклорі ісландців багато історій про нечисту силу. Типовими героями ісландських казок і переказів є аульви — маленькі жителі пагорбів, що наділені чарівною силою, та скеси — лихі велетки. Укладач національної збірки народних казок — фольклорист і публіцист Йоун Арнасон.

### Внесок ісландців у світову цивілізацію
До безперечних заслуг ісландців слід віднести прагнення до географічних відкриттів. Ісландський вікінг норвезького походження Ерік Рудий (Eiríkur rauði) — першовідкривач Ґренландії, він вважається першим європейцем, який заснував поселення в Ґренландії. Ісландцю належить також і відкриття Америки — першим європейцем, що висадився на американський берег, був Лейфур Еріксон (Leifur Eiríksson), який відразу ж після 1000-го року відкрив землю, західнішу за Ґренландію, тобто ймовірно, острів Ньюфаундленд (сучасна Канада). Про це повідомляють ісландські саги.
Серед всесвітньо знаних ісландців, відомих і українцям, необхідно відмітити письменника Галдора Лакснесса (Halldór Kiljan Laxness) — лауреата Нобелівської премії в галузі літератури 1955 року, сучасного кінорежисера Фредріка Фредеріксона (Fridrik Thor Fridriksson) і талановиту співачку і автора своїх пісень Бйорк (Björk Guðmundsdóttir).
Слід відзначити і внесок ісландців у справу поширення статевого рівноправ'я у світі. Першою у світі жінкою-президентом держави є ісландка. 1980 року головою Ісландії стала Віґдіс Фінбоґадотір (Vigdís Finnbogadóttir), яка виконувала президентські функції протягом чотирьох каденцій до 1996 року.

## Цікаві факти, пов'язані з ісландцями
- Те, що вікінги відкрили Ісландію — достеменний факт, а от, що сталося це випадково, відомо не всім. Першовідкривач Ісландії Ґардар Сваварсон (Gardar Svavarsson) плив з Норвегії до Фарерських островів і через непогоду збився з курсу та заблукав. Його поневіряння Атлантикою завершились відкриттям Ісландії.
- Ісландська мова майже не зазнала змін, починаючи з ХІІІ століття, і лишаючись однією з небагатьох мов світу, які не змінювалися протягом століть. Через цю обставину сучасні ісландці можуть легко зрозуміти написані у Середньовіччі давньоісландські саги, що розповідають про події заселення і обживання острова в Х — на початку ХІ століть.
- Ісландці по праву пишаються найдревнішим у світі парламентом. У 930 році почали діяти загальноісландські народні збори — альтинг. Саме у ньому в 1000 році ісландці добровільно прийняли християнство.
- Оскільки ісландці жили ізольовано протягом століть, а населення острову було відносно невеликим, аж до новітніх часів не всі ісландці мали прізвища, цілком вистачало і імені та по батькові. Більшість же прізвищ утворена у простий спосіб додавання суфіксу -сон («син») або -дотір («дочка»). Наприклад, Ґрімсон - «син Ґріма», Гаральдсдотір — «дочка Гаральда», тобто по суті є прізвищами по батькові.
- Один з делікатесів ісландської кухні, який важко сприйняти неісландцям, — це акуляче м'ясо, що почало гнити.
- Ісландія є найменш заселеною країною Європи з найнижчим рівнем щільності населення.
- Ісландська столиця місто Рейк'явік є найпівнічнішою столицею світу. Дослівно назва міста перекладається як «бухта, що куриться». Саме тут у 874 році висадився першопоселенець Ісландії Арнарсон. Але столицею Рейк'явік став тільки в середині XIX століття, до того протягом 9 століть (!) головним ісландським містом лишався Тінґвельїр (Þingvellir).

## Давні зв'язки ісландців та українців
Давні ісландці знали про Україну. У ісландській епічній літературі є згадки про Київську Русь, яка там називається Гардарікі.
Також ісландські саги розповідають про те, що Турвальд-мандрівник — поширювач християнства, примандрував із Ісландії у Київ і заснував один з перших українських християнських монастирів, ставши його настоятелем.
Ісландська сага про Олафа Трюґвассона розповідає про нього як першого християнина на норвезькому троні, якого виховали в Х столітті у Києві Великий князь Володимир та княгиня Ольга.

## Виноски
1. ↑  Icelandic. A language of Iceland, архів оригіналу: // Ethnologue (16th ed., 2009) (англ.)
2. ↑  Дані перепису 1970 року. Архів оригіналу за 8 серпня 2007. Процитовано 19 лютого 2008. [Архівовано 2007-08-08 у Wayback Machine.]
3. ↑  Дані перепису 1971 року. Архів оригіналу за 8 серпня 2007. Процитовано 19 лютого 2008. [Архівовано 2007-08-08 у Wayback Machine.]
4. ↑  Народы мира. Историко-этнографический справочник, М.: «Советская энциклопедия», 1988, стор. 130
5. ↑  Стаття про Олафа Трюґвассона в англомовній Вікіпедії